# Smicroplectrus californicus
Smicroplectrus californicus är en stekelart som först beskrevs av Cresson 1879.  Smicroplectrus californicus ingår i släktet Smicroplectrus och familjen brokparasitsteklar. Inga underarter finns listade i Catalogue of Life.